# Edward Austin Kent
Edward Austin Kent (Bangor, 19 de fevereiro de 1854 – Oceano Atlântico, 15 de abril de 1912) foi um proeminente arquiteto em Buffalo, Nova Iorque. Kent morreu em 15 de abril de 1912, quando o RMS Titanic afundou e foi visto ajudando mulheres e crianças a embarcarem nos botes salva-vidas.

## Biografia
Edward Austin Kent nasceu em Bangor, Maine, em 19 de fevereiro de 1854. Kent se mudou com sua família para Buffalo após a Guerra Civil Americana, onde seu pai, Henry, abriu uma loja de departamentos bem sucedida, Flint & Kent. Kent frequentou e se formou na Universidade Yale, em 1875, e mais tarde na École des Beaux-Arts, a famosa escola de arquitetura Beaux-Arts de Paris. Voltando aos Estados Unidos em 1877, tornou-se sócio do estúdio de arquitetura Silisbee and Kent em Syracuse (Nova Iorque). Em 1884, ele retornou a Buffalo e permaneceu lá o restante de sua carreira, ajudando a fundar a Buffalo Society of Architects e recebendo muitas comissões importantes, incluindo a Flint & Kent. Até sua morte, ele morou no Buffalo Club.
Em 1912, ele passou duas semanas de férias na França e Egito, planejando se aposentar depois de voltar para casa. Ele decidiu adiar sua viagem para casa, para que pudesse viajar na viagem inaugural do novo e luxuoso transatlântico, o RMS Titanic.

### A bordo do Titanic
Kent viajou como passageiro de primeira classe. Ele se misturou com outros socialites, incluindo Helen Churchill Candee e Archibald Gracie. Ele também se encontrou com um grupo de escritores. Ele pereceu no naufrágio do navio quando o mesmo atingiu um iceberg na noite de 14 a 15 de abril de 1912. À medida que o navio estava afundando, ele desconsiderou sua própria vida para ajudar as mulheres e crianças a embarcarem nos botes salva-vidas. Ele foi visto pela última vez por volta das 2h20min, sem esboçar nenhuma vontade de salvar sua vida. Seu corpo foi recuperado pelo CS Mackay-Bennett como o corpo nº 258 e reivindicado por seu irmão quando o navio atracou. Ele foi enterrado no Cemitério Forest Lawn em Buffalo, Nova Iorque.